# George Carey
George Leonard Carey, Barone Carey di Clifton, PC, FRSA, FKC (Londra, 13 novembre 1935), è un arcivescovo anglicano e teologo inglese.
Carey è stato teologo britannico, il primo arcivescovo di Canterbury nei tempi moderni a non aver frequentato le Università di Oxford o di Cambridge. Durante il suo episcopato la Chiesa anglicana ha permesso l'ordinazione delle donne e ha iniziato un dibattito sul tema dell'omosessualità alla Conferenza di Lambeth del 1998.
Frequentò la Bonham Road Primary School a Dagenham della contea dell'Essex, e fu bocciato all'Eleven-plus exam. Quindi frequentò la Bifrons Secondary Modern School a Barking, ma la lasciò a 15 anni. Lavorò come impiegato presso il London Electricity Board, prima di partire per il servizio militare all'età di 18 anni; prestò servizio nella RAF come Wireless Operator in Iraq.

## Conversione e ordinazione
Si convertì al Cristianesimo a 17 anni, quando partecipava alla messa con i suoi amici. Più tardi dirà: "Ho avuto un'esperienza di conversione molto reale ... Non ci furono luci accecanti, semplicemente una tranquilla consapevolezza del fatto che avevo trovato qualcosa".
Durante il servizio militare decise di chiedere l'ordinazione, e dopo il congedo studiò intensamente, ottenendo 6 "Ordinary-level" e 3 "Advanced-level" in 15 mesi, prima di frequentare il King's College London. Si laureò nel 1962 ottenendo il titolo di Bachelor of Divinity (BD), e fu poi ordinato. In seguito continuò gli studi, ottenendo i titoli di Master of Theology (MTh) e di Doctor of Philosophy (PhD).

## Incarichi
Fu curato di St Mary's Islington, lavorò presso l'Oak Hill Theological College e presso il St John's College di Nottingham, e divenne vicario di Saint Nicholas a Durham nel 1975.
Nel 1982 fu nominato Principe del Trinity College di Bristol e nel 1988 divenne vescovo di Bath e Wells.
Quando Robert Runcie si dimise dall'incarico di arcivescovo di Canterbury, il Primo Ministro, Margaret Thatcher, incoraggiata dal suo ex Segretario Privato Parlamentare, Michael Alison MP, segnalò alla regina il nome di Carey perché fosse nominato. Il corrispondente religioso del The Times, Clifford Longley, commentò che "La nota impazienza della signora Thatcher ...sarà un fattore."
Fu intronato arcivescovo di Canterbury il 19 aprile 1991. Si dimise il 31 ottobre 2002 e fu creato pari a vita col titolo di Barone Carey di Clifton, il 5 novembre successivo.
In qualità di arcivescovo di Canterbury, promosse un "decennio dell'evangelismo". Era anche elogiato per l'efficienza amministrativa. Ebbe tuttavia anche una forte opposizione, in parte sul piano personale. Ad esempio, un noto giornale chiese "È il peggior Arcivescovo che abbiamo mai avuto?" nel 1999 - prima di concludere che non lo era, ma che era "senza dubbio il peggior Arcivescovo immaginabile nell'era della comunicazione." Michael Arditti, nella sua recensione delle memorie di Lord Carey scrisse: "I suoi undici anni di carica furono marchiati da un criticismo pubblico senza precedenti. Fece in modo di alienare molti dei suoi sostenitori naturali tanto nell'ala evangelica della Chiesa quanto nelle opposizioni liberale e conservatrice."
Attualmente è Cancelliere dell'Università del Gloucestershire.

## Posizioni teologiche e sociali
Le radici teologiche di George Carey sono nella parte evangelica della Chiesa anglicana. Supportò con forza l'ordinazione delle donne, ma ebbe anche stretti rapporti ecumenici con la Chiesa cattolica, venendo scelto nel 1976 a rappresentare la Chiesa anglicana ad un incontro del Pontificio consiglio per la promozione dell'unità dei cristiani a Roma.
È tollerante in materia di divorzio e divorziati e sul nuovo matrimonio dopo un divorzio. Suo figlio è divorziato, e egli sostenne il nuovo matrimonio di Carlo, principe di Galles con Camilla Parker-Bowles, il cui primo marito è ancora in vita.
Si oppose alle relazioni omosessuali tra membri del clero, benché ammetta di aver consacrato due vescovi che sospettava avere partner dello stesso sesso. Presiedette la Conferenza di Lambeth del 1998 e sostenne attivamente la risoluzione di quella conferenza che senza compromessi rigettava tutta la pratica omosessuale come "incompatibile con le Scritture". Carey fu criticato per la mancanza di neutralità sulla questione da coloro che tentavano di raggiungere una posizione di compromesso che era stata presentata alla conferenza da un gruppo di lavoro di vescovi sulla sessualità umana. George Carey votò anche contro un'espressa condanna (presente nella forma originale della risoluzione) dell'omofobia. La risoluzione nel complesso fu descritta da uno dei primati colleghi di Carey, il vescovo di Edimburgo e Primus della Chiesa episcopale scozzese (Richard Holloway), come un tradimento. Carey disse: "Se questa conferenza sarà nota per ciò che abbiamo detto sull'omosessualità, allora avremo fallito". La risoluzione, tuttavia, fu l'inizio di una crisi in continua crescita e tuttora in corso nell'unità all'interno della Comunione anglicana intorno alla questione della sessualità umana. Questa risoluzione è alla base delle attuali divisioni sulla questione all'interno della Comunione anglicana. Carey fu anche uno di quelli che espressamente rifiutarono di firmare l'Accordo di Cambridge, che cercava di raggiungere un consenso almeno sui diritti umani degli omosessuali. In un'intervista con Sir David Frost nel 2002 disse: "Non credo nella benedizione delle relazioni omosessuali perché francamente non so cosa sto benedicendo."
Carey fu il primo ex-arcivescovo di Canterbury a pubblicare le proprie memorie. Il libro, "Conosci la Verità", menziona gli incontri con Carlo, principe di Galles, e con Camilla, duchessa di Cornovaglia e i suoi pensieri sul fatto che si dovessero sposare. Alcuni nei media suggerirono che questo potesse essere stato una breccia nella fiducia, ma Carey ripudiò quest'ipotesi.
Nel 1998 fece un pubblico appello per il trattamento umano del generale Augusto Pinochet, ex dittatore del Cile, che era al tempo in custodia in Gran Bretagna.
Nel 2000 fu critico riguardo alla dichiarazione Dominus Iesus, dicendo che "... non riflette la profonda comprensione raggiunta tramite il dialogo ecumenico e la cooperazione [tra cattolici e anglicani] durante i passati 30 anni... la Chiesa anglicana e la Comunione anglicana mondiale non accettano che i suoi ordini di ministero ed Eucaristia siano mancanti in qualche modo. Si ritengono parte della Chiesa Una, Santa, Cattolica e Apostolica di Cristo, nel cui nome servono e portano testimonianza, qui e in tutto il mondo."

## Dichiarazioni pubbliche dopo il ritiro
Come Arcivescovo fu attivo nel lavoro interreligioso, e si adoperò per cercare migliori relazioni con l'Islam, chiedendo "un dialogo più profondo" tra le due fedi. Il 25 marzo 2004, dopo il suo ritiro, tenne un discorso in cui lamentò la mancanza di democrazia e innovazione nelle nazioni islamiche, additando una mancanza di approccio critico nei confronti del Corano e dicendo che i musulmani moderati dovrebbero "resistere con forza" alla conquista dell'Islam da parte degli estremisti. Criticò anche la maggioranza dei musulmani, che non sostengono gli estremisti, per il fatto che non li denunciano. Alcuni videro il suo discorso come un aperto attacco all'Islam; Carey rispose "Quelli che si sono presi il disturbo di leggere la mia lettura avranno notato che sono stato altrettanto critico con l'Occidente della cristianità e, per quel problema, anche fortemente critico verso la politica di Israele riguardo alla Palestina." Carey scrisse un pezzo di opinione sul The Times il 10 settembre 2008 (pag. 26), nel quale disse "L'immigrazione dev'essere tenuta sotto controllo se intendiamo mantenere le caratteristiche essenziali della società britannica che sono state costruite nel corso delle generazioni". Disse anche: "Se continuerà questo livello di immigrazione, con persone di diverse fedi, culture e tradizioni che vengono qui, cosa significherà essere britannici?".
Nel febbraio 2006, attirò una grande controversia dichiarando in una lettera al The Times che una mozione del Sinodo generale supportata dal suo successore in favore del disinvestimento in una società attiva nei territori occupati di Israele lo aveva fatto vergognare di essere anglicano.
Dal momento del ritiro, ha sostenuto le relazioni fra persone dello stesso sesso in materia di legislazione secolare, ma continua ad opporsi al matrimonio fra persone dello stesso sesso e alla benedizione delle relazioni omosessuali in chiesa. Nel marzo 2006, ha personalmente approvato "con entusiasmo" un questionario proposto ai vescovi americani da ciò che descrisse come "episcopaliani laici che desiderano che la loro Chiesa rimanga fedele alla cristianità ortodossa" in relazione alla controversia in quella Chiesa sull'ordinazione di Gene Robinson, vescovo dichiaratamente omosessuale. Per questa ragione fu rimproverato da Frank Griswold, Vescovo Presidente della Chiesa episcopale degli Stati Uniti d'America, "per essersi permesso di essere usato da altri la cui ambizione politica è di seminare divisione".
Carey inizialmente disse che non era "troppo arrabbiato" per la controversia ma nell'aprile 2006, quando il criticismo sul suo attivismo post-ritiro su molti fronti fu espresso in una lettera aperta, pubblicò una dichiarazione pubblica lamentando che simili commenti erano "maliziosi e dannosi per la Comunione anglicana". In un'intervista per la BBC il 23 aprile 2006 disse "Penso che questa sia una lettera maliziosa dall'Australia, e spero che gli autori riflettano e si pentano".
Nel maggio 2006, tenne un discorso presso il Virginia Theological Seminary, successivamente pubblicato sul suo sito personale, che diceva "Quando ho lasciato l'incarico alla fine del 2002 sentivo che la Comunione anglicana era in buona salute" ma che, come risultato di eventi successivi "è difficile dire in che modo ora siamo una Comunione." Questo fu riportato l'11 giugno 2006 sul Sunday Telegraph ("Church has fallen apart since I was in charge, says Carey") e il 12 giugno 2006 sul Guardian e sull'Independent come un attacco al suo successore. Fu fatta circolare un'email di Lord Carey inviata il giorno della pubblicazione in cui egli negò fermamente questa affermazione e disse "Sono estremamente arrabbiato e voglio una ritrattazione da parte del [Sunday Telegraph], altrimenti presenterò un reclamo."
Nel settembre 2006, sostenne il Papa nella controversia sui suoi commenti sull'Islam e dichiarò che "non ci sarà un significativo progresso materiale ed economico [nelle comunità musulmane] finché al pensiero musulmano non sarà permesso di sfidare lo status quo delle convenzioni musulmane e perfino i loro più preziosi shibboleth." Tuttavia, i suoi commenti attirarono molta meno attenzione e interesse rispetto a quelli del Papa.
Nel novembre 2006 fu escluso dal rilasciare una lettura della Church Mission Society nella cattedrale di Bangor dal Decano di Bangor, che considerava che Carey era divenuto "un fattore di disunità e di slealtà a Rowan Williams, una forza divisiva."

## Famiglia
Lord Carey è sposato con Eileen. Hanno due figli maschi, Mark (a sua volta presbitero anglicano) e Andrew (in precedenza vice editore del Church of England Newspaper, attualmente giornalista freelance), e due figlie, Rachel ed Elizabeth.

## Genealogia episcopale
La genealogia episcopale è:
- Papa Niccolò I
- Papa Formoso
- Vescovo San Plegmund
- Vescovo Althelm
- Vescovo Wulfhelm
- Vescovo Odo
- Vescovo San Dunstan
- Vescovo Sant'Aelphege
- Vescovo Elfric
- Vescovo Wulfstan
- Vescovo Ethelnoth
- Vescovo Eadsige
- Vescovo Stigand
- Vescovo Siward
- Vescovo Lanfranco di Canterbury
- Vescovo Thomas
- Vescovo Anselmo d'Aosta
- Vescovo Richard de Belmeis
- Vescovo William of Corbeuil
- Vescovo Henry of Blois
- Vescovo San Tommaso Becket
- Vescovo Roger of Gloucester
- Vescovo Peter de Leia
- Vescovo Gilbert Glanville
- Vescovo William of St. Mere L'eglise
- Vescovo Walter de Gray
- Vescovo Walter Kirkham
- Vescovo Henry
- Vescovo John of Halton
- Vescovo Roger Northborough
- Vescovo William Wyvil
- Arcivescovo Ralph Stratford
- Vescovo William Edendon
- Arcivescovo Simon Sudbury
- Vescovo Thomas Brentingham
- Vescovo Robert Braybrooke
- Arcivescovo Roger Walden
- Vescovo Henry Beaufort
- Arcivescovo Thomas Bourchier
- Arcivescovo John Morton
- Vescovo Richard Fitzjames
- Vescovo John Langland
- Arcivescovo George Montaigne
- Vescovo William Barlow
- Arcivescovo Henry Deane
- Arcivescovo William Warham
- Arcivescovo Thomas Cranmer
- Arcivescovo Reginald Pole
- Arcivescovo Matthew Parker
- Arcivescovo Edmund Grindal
- Arcivescovo John Whitgift
- Arcivescovo Richard Bancroft
- Arcivescovo George Abbot
- Arcivescovo William Laud
- Arcivescovo William Juxon
- Arcivescovo Gilbert Sheldon
- Arcivescovo William Sancroft
- Arcivescovo John Tillotson
- Arcivescovo Thomas Tenison
- Arcivescovo William Wake
- Arcivescovo John Potter
- Arcivescovo Thomas Herring
- Arcivescovo Matthew Hutton
- Arcivescovo Thomas Secker
- Arcivescovo Frederick Cornwallis
- Arcivescovo John Moore
- Arcivescovo Charles Manners-Sutton
- Arcivescovo William Howley
- Arcivescovo John Bird Sumner
- Arcivescovo Archibald Campbell Tait
- Arcivescovo Edward White Benson
- Arcivescovo Randall Thomas Davidson
- Arcivescovo Cosmo Lang
- Arcivescovo William Temple
- Arcivescovo Geoffrey Francis Fisher
- Arcivescovo Michael Ramsey
- Arcivescovo Donald Coggan
- Arcivescovo Robert Runcie
- Arcivescovo George Carey

## Opere
- 1984: The Church in the Marketplace
- 1986: The Gate of Glory
- 1989: The Great God Robbery
- 1997: God Incarnate: Meeting the Contemporary Challenges to a Classic Christian Doctrine
- 1998: Canterbury Letters to the Future
- 2004: Know the Truth (autobiografie)

## Lauree honoris causa
- Università di Bath - Dottorato onorario
- City University (Londra) - Dottorato onorario
- Università di Cambridge - Dottorato onorario
- Università di Durham - Dottorato onorario[20]
- Università del Kent - Dottorato onorario
- Università di Nottingham - Dottorato onorario
- Università di Notre Dame - Dottorato onorario
- Università del Sud (Sewanee) - Dottorato onorario
- Open University - Dottorato onorario